# Financier (pâtisserie)
Pour les articles homonymes, voir Financier (homonymie).
Le financier, aussi appelé financière, est une pâtisserie, un petit gâteau ovale ou rectangulaire à base de poudre d'amandes et de blancs d'œufs.
Le financier est également un gâteau de grand format, fait avec la même pâte, parfois agrémenté de fruits confits et d'amandes effilées.
Le financier est proche d'autres pâtisseries comme la visitandine ou le friand, dont il porte parfois le nom dans certaines pâtisseries.

## Historique

### Financier
La plus ancienne mention du financier semble figurer dans un livre de Pierre Lacam publié en 1865, Le Nouveau Pâtissier-Glacier,. Il y détaille deux recettes : l'une, sous le nom de « financier », est un gâteau aux amandes, cuit dans un moule plat cannelé ; l'autre est celle des « financières », des gâteaux individuels aux amandes cuits dans des petits moules à savarin non percés. On les appelle alors aussi « petits gâteaux à la financière ».
La particularité de la pâte ou appareil « à la financière » est de contenir de la poudre d'amandes et des blancs d'œufs. Dans sa version grand format, le financier peut à cette époque être préparé dans un moule à savarin et son centre garni de fruits frais et confits, et nappé de sirop.
En 1900, Pierre Lacam indique dans Le Mémorial historique et géographique de la pâtisserie que le financier, dans sa version grand format garnie de fruits, a été créé par « Lasnes, rue Saint-Denis » sans préciser la date, tandis que la financière a été « créée à Rennes en 1835 ». De nombreuses sources contemporaines reprennent une version plus détaillée, selon laquelle vers 1890, un pâtissier nommé Lasne aurait remis les financiers au goût du jour,. Comme son magasin était tout près de la Bourse, sa clientèle aurait été composée en grande partie de financiers désireux d'avaler sur le pouce un petit gâteau qui ne salisse pas les doigts. Lasne aurait eu l'idée de changer la forme ovale de la pâtisserie originelle pour lui en donner une qui évoque celle d'un lingot d'or. Toutefois, en l'absence de sources historiques, ces détails sont à prendre avec précaution : la rue Saint-Denis n'est pas située à côté de la Bourse (établie au palais Brongniart depuis 1826) ; par ailleurs un pâtissier nommé P. Lasne (ou Lasnes) a tenu boutique dans cette rue, mais dans les années 1828-1850,.

### Visitandine
Au XVIIe siècle, de petits gâteaux à base d'amande, farine, sucre, beurre et blancs d’œufs étaient préparés par les sœurs de l'ordre des Visitandines à Nancy en Lorraine. Ces petits gâteaux appelés « visitandines » étaient fabriqués soit pour pallier la proscription de consommation de viande dans les couvents, soit pour ne pas laisser perdre les blancs des œufs dont les sœurs utilisaient le jaune comme liant pour leur peinture.
Les visitandines sont « rond[e]s ou en forme de barquette pleine ». En 1900, Pierre Lacam les présente quant à lui ainsi : « Macarons moelleux, y poser une boule de marrons vanillés et glacer vanille. »
La plupart des pâtisseries aux amandes connurent une éclipse après la Renaissance (le cyanure sentant l'amande amère, on se méfia pendant des siècles de tout ce qui était à base d'amande).
L'origine d'une copie des visitandines par les pâtissiers suisses, mais en forme de lingot pour ne pas contrefaire les visitandines, est aussi évoquée[réf. nécessaire].

### Friand
Selon Le Grand Larousse gastronomique, le friand est « une petit pâtisserie, proche du financier, faite d'une pâte à biscuit aux amandes et aux blanc d'œuf, cuite dans des moules à barquette ou rectangulaires ». Mais contrairement au financier ou à la visitandine, il nécessite l'utilisation de jaunes d'œuf.

## Recettes
Les différentes recettes s'articulent toutes autour d'une variante moins dense du quatre-quarts[réf. nécessaire] où :
- la proportion sucre/beurre/farine-amande/œufs est variable suivant les chefs, avec une prédominance vers moins de farine.
- la farine est remplacée pour moitié ou plus par de la poudre d'amandes, et parfois par de la noisette ou de la pistache[16] ;
- le sucre est souvent employé sous la forme de sucre glace[17] ;
- le beurre est fondu en beurre noisette, pour être incorporé avant ou après les blancs ;
- seuls les blancs d’œufs sont utilisés, souvent incorporés en dernier, avec ou sans montage des blancs en neige.

Le financier est parfois aromatisé, au chocolat, à la fève tonka, à la framboise, au thé matcha...
L'accompagnement idéal est la crème anglaise qui permet d'utiliser les jaunes d’œufs restants[réf. nécessaire].

## Actualités
Un article du Figaro de janvier 2011 dresse un palmarès des financiers vendus à Paris et présente la recette du chef Christophe Felder, ancien chef pâtissier du Crillon. Ce dernier fait remarquer que « les financiers ne devraient pas valoir plus de 2 €. C'est beaucoup plus rapide à faire que les croissants, dont les prix tournent autour de 1,30 €. » Et cela n'a rien à voir avec les matières premières, puisque les amandes viennent principalement de Californie (7 €/kg) et non d'Espagne (13-14 €/kg).
Dans un article de Richard Johnson repris par Slate en mai 2013, le journaliste gastronomique indique que « plus personne n’est excité par les cupcakes ». Les financiers seraient en train de les remplacer : des « petits gâteaux français » fabriqués avec des amandes en poudre et des blancs d’œufs. Ils ressemblent à des « petits lingots d’or un peu spongieux », parfaits pour le tea time.